# Суха (балка)
Суха́ (рос. Б. Сухая) — балка (річка) в Україні у Синельниківському районі Дніпропетровської області. Ліва притока Осокорівки (басейн Дніпра).

## Опис
Довжина балки приблизно 7,60 км, найкоротша відстань між витоком і гирлом — 7,18 км, коефіцієнт звивистості річки — 1,06. Формується декількома балками та загатами. На деяких ділянках балка пересихає.

## Розташування
Бере початок на північно-західній стороні від села Запорізьке. Тече переважно на південний захід через село Василівку і на північно-східній стороні від села Дубо-Осокорівка впадає в річку Осокорівку, ліву притоку Плоскої Осокорівки.

## Цікаві факти
- У XIX столітті у селі Василівка існував 1 вітряний млин[1].
- На західній стороні від гирла балки на відстані приблизно 276,34 м пролягає автошлях М18[2] (автомобільний шлях міжнародного значення на території України. Проходить територією Харківської, Дніпропетровської, Запорізької, Херсонської областей та АРК. Збігається з частиною європейського маршруту E105 (Кіркенес — Санкт-Петербург — Москва — Харків — Ялта)).